# Musée d'Art contemporain Watari
Le musée d'art contemporain Watari (ワタリウム美術館, Watari-um Bijutsukan) est un musée d'art contemporain, dans l'arrondissement de Shibuya à Tokyo.

## Histoire
Le musée d'art contemporain Watari est conçu par l'architecte Mario Botta pour la famille Watari en 1990. Shikusho Watari était une femme japonaise passionnée d'art contemporain. Elle ouvrit d'abord une boutique d'art contemporain, puis engagea l'architecte européen Mario Botta pour entreprendre la construction d'un musée.
Des rétrospectives consacrées aux artistes Joseph Beuys, Larry Clark, Henry Darger, Jan Fabre, Federico Herrero, Mike Kelley, John Lurie, Barry McGee, Nam June Paik, Gerda Steiner & Jörg Lenzlinger, ont eu lieu au musée au cours des dernières années. En avril 2013, l'artiste français JR expose pour la première fois au Japon au musée Watari.

## Description
En plus des expositions, le musée Watari organise des conférences, des ateliers d'apprentissage pour les enfants et des expositions à petite échelle, s'intéressant aux artistes établis comme aux artistes émergents.
Le musée est situé près de la station de métro Gaiemmae, sur la ligne Ginza.
Le bâtiment est situé sur une parcelle de terrain triangulaire de 160 m². Les étages 2 à 4 sont consacrés aux expositions. Le 6ème et dernier étage accueille les bureaux et la résidence du propriétaire.
Le dimanche, le sous-sol du musée est converti en bouquinerie de livres anciens.